# Frits Pouw
Cornelius Frederik (Frits) Pouw (Deventer, 10 juli 1932 – Doetinchem, 20 november 2010) was een Nederlands politicus van de KVP en later het CDA.
Van 1949 tot 1952 was hij vlieger bij de Koninklijke Luchtmacht en daarna werkte hij achtereenvolgens bij de gemeentesecretarie van Deventer, Gendt en Diepenveen. In 1962 werd hij in Nijmegen districtsbestuurder van de Katholieke Bond van Overheidspersoneel (KABO). In mei 1968 werd Pouw benoemd tot burgemeester van Wehl en in maart 1978 volgde zijn benoeming tot burgemeester van Edam-Volendam. Hij is die in die periode ook voorzitter van FC Volendam geweest. Vanwege zijn slechte gezondheid (hij leed aan multiple sclerose) legde hij in 1983 die functie neer, waarna hij verhuisde naar Zelhem waar hij als zaakwaarnemer van zijn buurman Guus Hiddink betrokken was bij diens overstap naar eerst Fenerbahçe SK en daarna Valencia CF. Pouw overleed eind 2010 op 78-jarige leeftijd.